# Oxytropis kodarensis
Oxytropis kodarensis là một loài thực vật có hoa trong họ Đậu. Loài này được Jurtzev & Malyschev miêu tả khoa học đầu tiên.